# Popfeminismus
Popfeminismus oder auch Pop-Feminismus ist eine Strömung des Feminismus, die sich der Popkultur bedient, um ihre Forderungen zu artikulieren. Dabei wird die Popkultur von der feministischen Bewegung genutzt, um die gesellschaftliche, juristische und politische Gleichstellung der Geschlechter in die breitere Gesellschaft zu tragen. Oft passiert dies in vereinfachter und kommerzialisierter Form in Medien, Musik, Mode und den sozialen Netzwerken. So versucht der Popfeminismus bereits bestehende feministische Traditionen, für die Mainstream-Kultur zugänglich und ansprechend zu machen.
Der Popfeminismus lässt sich der dritten feministischen Welle zuordnen, die die Errungenschaften der Frauenbewegung beachtet, allerdings auch eine Aktualisierung der damals geführten Debatten vornehmen möchte. Er zeichnet dabei ein neues Bild der Feministin: Sie wird nicht mehr stereotypischerweise als unattraktiv, humorlos oder männerfeindlich angesehen, sondern gilt vielmehr als begehrenswert.

## Begriff
In den 1990ern setzte im angloamerikanischen Raum eine Debatte über das Verhältnis von Feminismus und Popkultur ein, die in den 2000ern auch im deutschsprachigen Raum ankam. Kennzeichnend für die damalige feministische Bewegung war, dass viele der dort engagierten Frauen zwar die Erfolge der Frauenbewegung der 1960er und 1970er anerkannten, die von ihr damals vertretenen Positionen aber als zunehmend unpassend zu ihrer jetzigen Lebensrealität empfanden (siehe auch Postfeminismus). Deshalb versuchten subkulturelle feministische Strömungen wie etwa Riot Grrrl zunehmend, nicht nur Kritik an einer männlich dominierten Popkultur zu äußern, sondern vielmehr eine eigene Popkultur hervorzubringen, um sich in ihr adäquat ausdrücken zu können. Dies war beispielsweise auch ein Hauptmotiv, das 2008 die Gründerinnen des Missy Magazine verfolgten.
Als Vertreterinnen des Popfeminismus gelten heute erfolgreiche kulturschaffende Frauen wie Lady Gaga, Lady Bitch Ray oder auch Charlotte Roche, die sich in ihren Romanen Feuchtgebiete und Schoßgebete in literarischer Form kritisch mit den Positionen Alice Schwarzers auseinandersetzte. Laut der Germanistin Anna Seidel kann auch die Fernsehserie Sex and the City als popfeministisch gelten, da in ihr die Protagonistinnen zwar die Errungenschaften der Frauenbewegung genießen, aber trotzdem traditionellen Rollenbildern nicht abgeneigt sind.

## Kommerzialisierung
Kommerzialisierung ist ein großer Aspekt des Popfeminismus, sei es in Medien, Musik, Mode oder den sozialen Medien. Schon 1978 thematisierte die Sängerin Nina Hagen in dem Lied „Unbeschreiblich weiblich“ die Vielseitigkeit von Frauen und wie diese aus ihren gesellschaftlichen Rollen ausbrechen. Heute wird besonders die Sängerin Taylor Swift mit ihren Liedern wie „You Need To Calm Down“ und „The Man“ als prominente Figur des Popfeminismus betrachtet, die zwar in gewisser Weise für weibliche Emanzipation steht, diese aber gleichzeitig massentauglich vermarktet.

## Wie feministisch ist der Popfeminismus?
Am Popfeminismus wird häufig kritisiert, dass er die Forderung der feministischen Bewegung nach Emanzipation, die eigentlich im Vordergrund stehen sollte, in den Hintergrund dränge. So befürchtet etwa Margarita Tsomou, dass der Popfeminismus zwar Emanzipationserfolge einzelner Individuen mit sich bringe, dabei aber strukturelle Diskriminierungsformen verschleiert werden könnten. Die Soziologin Jyni Verma kritisierte, dass sich der Popfeminismus zu sehr an patriarchale Strukturen angepasst habe und nun durch die Nutzung von Schlagworten wie Girlboss und Girl Power patriarchale Narrative aufgreife. Dadurch werde Misogynie normalisiert.
Sonja Eismann vertritt eine positivere Sicht auf den Popfeminismus. Sie fordert, dass sich der Feminismus nicht an die Oberflächlichkeiten der Popkultur anpassen soll, sondern die Popkultur als Plattform genutzt werden sollte, um Inhalte mit Hilfe von feministischen Botschaften zu hinterfragen und zu verbessern. Der Popfeminismus kann das laut Eismann bewerkstelligen und so eine Alternative zum „pornokompatiblen Pseudo-Empowerment“ sowie zur bürgerlichen Gleichstellungspolitik darstellen. Auch andere Forschende äußerten die Hoffnung, dass der Popfeminismus das Patriarchat zwar nicht direkt angreife, dafür aber Transformationspotenziale aufzeigen könne. Andi Zeisler ist allerdings der Ansicht, dass die ständige Präsenz feministischer Botschaften in der Popkultur dazu führte, dass der Feminismus nach und nach von gewinnorientierten Konzernen vereinnahmt und dadurch verwässert wurde.